# Komiflo
Komiflo（コミフロ）は、株式会社Komifloが運営する電子コンテンツ配信サービスである。月額定額制で成人向け漫画配信を行っている。
株式会社Komifloは電子コンテンツ配信サービスを行う東京都新宿区の企業である。

## 概要
ウェブブラウザ上のリーダーによってストリーミング形式で配信を行うシングルページアプリケーションのwebサービス。PC、スマートフォン、タブレット端末問わず、専用アプリのインストールなしにコンテンツを視聴可能。成人向け漫画雑誌の配信を中心にコンテンツを展開しており、多くの雑誌を発売日当日に配信する（下記配信コンテンツ参照）。サービス内では作家・作品名・雑誌別の他、タグと呼ばれるシチュエーションやジャンルに応じた作品を絞込み検索することが可能。また匿名で作品の感想やコメントを書き込める掲示板が存在する。公式キャッチフレーズは「エロマンガを、もっと自由に。」。なお、運営会社である株式会社Komifloの代表はワニマガジン社の代表と同じ山崎公士氏だが、両者に資本関係はない。

### 配信コンテンツ
| 提供元         | 配信コンテンツ（2025年5月現在）                                                                                    | 配信日 |
| -------------- | --- | --- |
| ワニマガジン社 | COMIC快楽天 COMIC失楽天 COMIC快楽天BEAST COMIC X-EROS WEEKLY快楽天 異世快楽天 その他                               | 雑誌発売当日0時 WEEKLY快楽天：毎週日曜日午前5時 その他コンテンツ：不定期 |
| コアマガジン   | コミックホットミルク コミックメガストアα コミックホットミルク濃いめ コミック外楽 コミックメガストア コミックご乱心 | コミックホットミルク：毎月5日0時 コミックメガストアα：plusコンテンツのみ コミックホットミルク濃いめ：奇数月30日0時 コミック外楽：雑誌発売当日0時 コミックメガストア：偶数月24日0時 コミックご乱心：雑誌発売当日0時 |
| 文苑堂         | COMIC BAVEL ダスコミ                                                                                               | COMIC BAVEL：毎月22日0時 ダスコミ：奇数月最終金曜日0時 |

サービス開始当初はワニマガジン社のCOMIC快楽天、COMIC失楽天、COMIC快楽天BEAST、COMIC X-EROSのみの配信を行っていたが、2017年4月8日よりオリジナル作品の配信を開始。また、2017年8月4日より快楽天XTCの再編集版の不定期配信を行っている。2017年9月15日より、コアマガジンのコミックホットミルクが参入、その後、2018年2月21日より同社のコミックメガストアαの配信を開始した。また2019年7月7日よりワニマガジン社より先行配信という形でWEEKLY快楽天の配信を開始した他、2019年9月17日よりコアマガジンのコミックホットミルク濃いめ、外楽の配信を開始、2020年1月20日より文苑堂のコミックバベルを配信開始。その後、2021年9月9日よりワニマガジン社の異世快楽天、2022年1月28日より文苑堂のダスコミ、2022年10月24日よりコアマガジンのコミックメガストアの配信を開始。修正基準は雑誌と同等、最新号とバックナンバーを合わせて最低1年分の作品を配信中。(文苑堂のコンテンツは2年間配信)

### Komifloオリジナル
同サービス内で展開されるオリジナルシリーズ。出版社／雑誌単位では手の回りづらい、ニッチな作品を配信することで、雑誌と補完しあう目的がある。

### 料金体系
サブスクリプション方式とプリペイド式を選択可能。決済方法は2025年5月現在各種クレジットカード、デビットカードの他、BitCash決済、各種後払いサービス、銀行振込、専用アクセスコードが存在する。

### Komifloストア
2023年10月10日より、総合電子書店サービスKomifloストアを開始。2024年8月より一般公開を開始。